# Antiasmatico
I farmaci antiasmatici sono una categoria di farmaci impiegati nel trattamento dell'asma.

## Fisiopatologia
L'asma viene definita come una malattia cronica infiammatoria delle vie aeree caratterizza da episodi ostruttivi (broncospasmo), da iperreattività bronchiale e da reversibilità spontanea o dopo trattamento. Alla base degli episodi ostruttivi, spesso accompagnati da tosse secca e formazione di tappi di muco spessi e vischiosi nel lume bronchiale, vi è la cosiddetta reazione precoce, caratterizzata da una risposta broncocostrittiva immediata modulata dal rilascio di istamina, triptasi, proteasi, prostaglandine e leucotrieni (soprattutto C4 e D4). I meccanismi alla base della iperreattività bronchiale sono invece di natura infiammatoria/infiltrativa. Lo stimolo antigenico ambientale porta ad un'infiammazione cronica delle strutture bronchiali con chemiotassi di linfociti ed eosinofili nel contesto della mucosa e della sottomucosa; si può dunque ritenere che alla base della eccessiva reattività dell'albero bronchiale vi sia un'infiammazione sottostante, diffusa e cronica. Tale considerazione è confortata dal reperto anatomo-patologico che dimostra come il grado dell'infiammazione sottostante correli con l'entità della risposta di reazione immediata.

## Meccanismo d'azione
In base al discorso precedente discorso fisiopatologico, possiamo distinguere i farmaci utilizzati nell'asma in due grandi categorie.

### Farmaci che agiscono sul broncospasmo
I farmaci che agiscono sul broncospasmo sono utilizzati in corso di attacco acuto provocando broncodilatazione e immediato sollievo dalla sintomatologia dispnoica. I farmaci più efficaci e più sicuri sono gli agonisti dei recettori adrenergici che agiscono innescando direttamente la broncodilatazione per effetto simpaticomimetico. Farmaci meno selettivi come l'adrenalina e la isoprenalina non vengono più utilizzati per il trattamento dell'asma, in quanto possiedono eccessivi effetti collaterali cardiovascolari. L'adrenalina è tuttora utilizzata in corso di shock anafilattico al fine di ripristinare rapidamente la pervietà bronchiale.

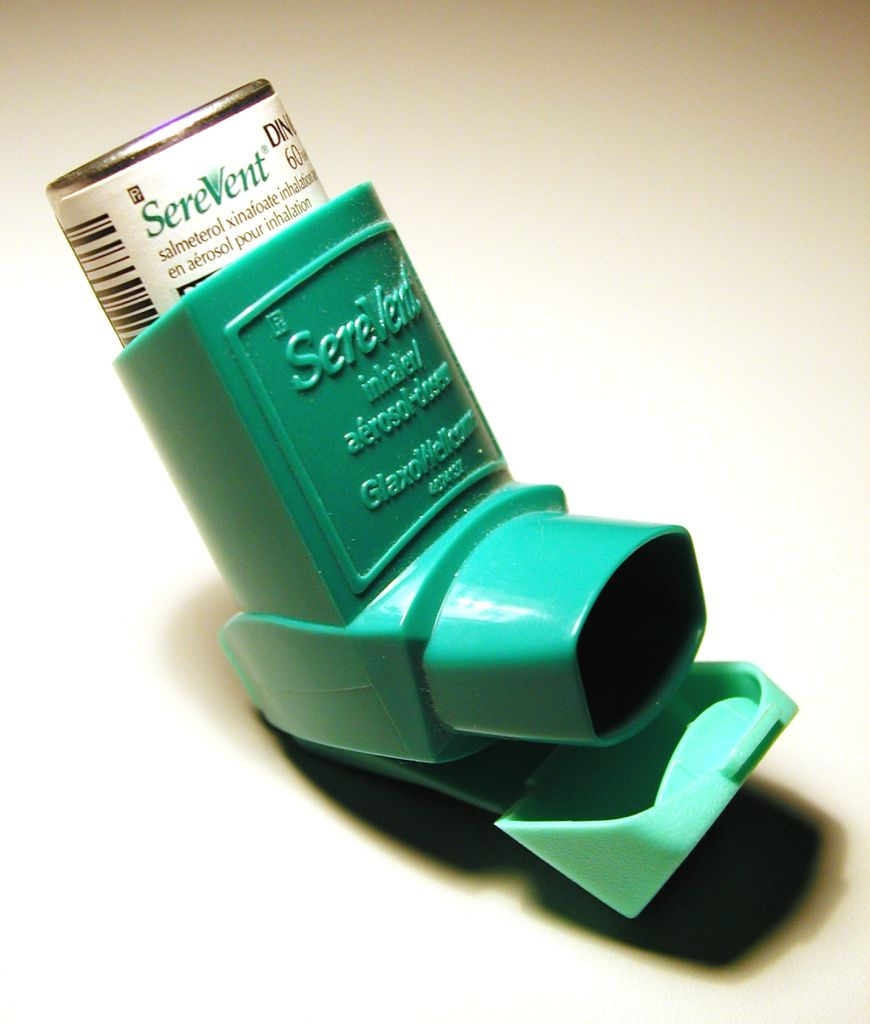
Inalatore contenente salmeterolo.

I farmaci attualmente utilizzati sono agonisti selettivi del recettore  β2 adrenergico, presente meno diffusamente nel sistema cardiovascolare ma considerevolmente espresso nell'albero bronchiale. Tra questi si possono distinguere farmaci
- A breve durata d'azione
  - Metaproterenolo
  - Albuterolo/Salbutamolo
  - Bitolterolo
  - Carbuterolo
  - Levalbuterolo
  - Pirbuterolo
  - Procaterolo
  - Reproterolo
- A lunga durata d'azione
  - Salmeterolo
  - Formoterolo

Tali composti vengono ad essere somministrati attraverso inalatori; mentre i primi trovano impiego nella drastica riduzione del broncospasmo durante l'episodio acuto, i secondi possono essere utilizzati sia come terapia immediata sia come agenti preventivi nei confronti di ricadute asmatiche.
Le metilxantine, come la teofillina, teobromina e la caffeina sono impiegate in alternativa o in supporto agli agonisti β2 adrenergici. Il principio d'azione delle metilxantine è l'inibizione delle fosfodiesterasi e conseguente accumulo intracellulare di cAMP e di cGMP. Livelli elevati di cAMP sono responsabili della broncodilatazione. Tali composti sono divenuti via via in disuso a causa degli effetti collaterali cardiovascolari/nervosi (tachicardia, ipertensione, agitazione, tremore) e del miglior profilo terapeutico dei farmaci come il salmeterolo e formoterolo.

### Farmaci che agiscono sull'iperreattività bronchiale
Questa classe farmaceutica ha il target di ridurre il contesto infiammatorio sul quale di realizzano i fenomeni di iperreattività bronchiale. Il cardine terapeutico è rappresentato dai corticosteroidi, sia assunti per via inalatoria (minimizzazione dell'effetto sistemico), sia per via orale e, molto meno frequentemente, per via endovenosa. I corticosteroidi maggiormente utilizzati per via inalatoria sono:
- Beclometasone
- Triamcinolone
- Flunisolide
- Budesonide
- Fluticasone

La terapia con corticosteroidi è riservata solo nei casi di asma lieve persistente, moderato e grave. Questa strategia terapeutica riduce la frequenza, la durata e l'intensità degli attacchi.
Farmaci che possono essere utilizzati in alternativa ai corticosteroidi per via inalatoria sono gli inibitori della produzione dei leucotrieni (zileuton) e gli antagonisti recettoriali dei leucotrieni (montelukast e zafirlukast). La sospensione dei corticosteroidi a favore degli inibitori leucotrienici dovrebbe essere evitata nei soggetti con notevole eosinofilia.
Il sodio cromoglicato e il nedocromil non hanno attività broncodilatatrice diretta e devono essere evitati in corso di attacco acuto. L'assunzione di preparazioni aerolizzate è invece indicata a scopo profilattico.
Un anticorpo monoclonale chimerico anti-IgE, l'omalizumab, può essere somministrato per via sottocutanea o endovenosa nei casi di asma moderato-grave riducendo la richiesta di corticosteroidi.